# Dyschirius aeneus
Dyschirius aeneus – gatunek chrząszcza z rodziny biegaczowatych i podrodziny grzebielników.

## Taksonomia
Gatunek ten opisany został po raz pierwszy w 1825 roku przez Pierre’a F.M.A. Dejeana pod nazwą Clivina aenea.

## Morfologia
Chrząszcz o mocno wydłużonym ciele długości od 2,7 do 3,8 mm, z wierzchu zwykle ubarwiony metalicznie ciemnobrązowo, czasem jednak z pokrywami zielonymi, niebieskimi lub czarnymi. Głowa ma część za oczami grubo punktowaną, a nadustek pozbawiony zęba pośrodku przedniej krawędzi, zaopatrzony w ukośne, V-kształtne, ku tyłowi nieprzedłużone kilowato wciski, niemal zawsze niepomarszczony, tylko wyjątkowo częściowo ze zmarszczkami; niekiedy za wciskami obecnych jest od jednej do trzech poprzecznych bruzdek. Czułki mają człon pierwszy oraz nasady członów drugiego i trzeciego rudobrązowe, a pozostałe elementy ciemne; brak jest członów pogrubionych. Przedplecze jest najszersze wyraźnie za środkiem długości, a obrzeżenie jego boków wyraźnie sięga ku tyłowi do tylnego chetoporu (punktu szczecinkowego). Pokrywy są dość krótko owalne i mają nieobrzeżoną podstawę bez guzka w okolicy chetoporu przypodstawowego oraz rzędy wyraźnie wgłębione i dochodzące do ich szczytu; rząd drugi nie jest skrócony przed podstawą. Powierzchnie pokryw mają po jednym chetoporze przypodstawowym, po trzy chetopory zabarkowe, po trzy chetopory dyskalne oraz po dwa (rzadko po jednym) chetopory przedwierzchołkowe. Skrzydła tylnej pary są w pełni wykształcone. Odnóża są smoliście ciemnobrązowe do czarnych. Te pierwszej pary są grzebne i mają golenie o wyraźnym, acz mniejszym niż u D. tristis, ostrym lub tępym dolnym spośród ząbków krawędzi zewnętrznej.

## Ekologia i występowanie
Owad rozmieszczony od nizin po niższe położenia górskie. Zasiedla niezacienione pobrzeża wód o podłożu piaszczystym, błotnistym, lessowym lub gliniastym, szlamiste namuliska rzeczne, rozlewiska, torfowiska i wilgotne pola uprawne. Żyje w wykopanych w glebie norkach. Poluje na drobne bezkręgowce. Związany jest pokarmowo m.in. z różnymi stadiami rozwojowymi wściubów B. cribricollis, B. gallicus, B. nanus i B. pallipes.
Do pasożytów tego chrząszcza należy owadorostowiec Misgomyces dyschirii.
Gatunek transpalearktyczny. W Europie znany jest z Irlandii, Wielkiej Brytanii, Francji, Belgii, Holandii, Niemiec, Szwajcarii, Austrii, Włoch, Danii, Szwecji, Norwegii, Finlandii, Estonii, Polski, Czech, Słowacji, Ukrainy, Mołdawii, Rumunii, Bułgarii, Słowenii, Chorwacji, Bośni i Hercegowiny, Serbii, Czarnogóry, Albanii, Macedonii Północnej, Grecji oraz europejskich części Rosji i Turcji. W Azji podawany jest z syberyjskiej i dalekowschodniej części Rosji, Gruzji, Azerbejdżanu, Kazachstanu, Iranu, Chin (z Fujianu, Heilongjiangu, Hubei i Szanghaju), Korei Północnej i Japonii.